# Barrio Rosa San Antonio Concepción del Monte
Barrio Rosa San Antonio Concepción del Monte är en ort i kommunen San José del Rincón i delstaten Mexiko i Mexiko. Samhället hade 490 invånare vid folkräkningen 2020.